# Club Deportivo Arturo Prat (Valparaíso)
El Club Deportivo Arturo Prat es un club de fútbol de Valparaíso, representante de la población Agua Potable en el sector alto de Cerro Alegre. Fue fundado el 20 de junio de 1909 y en la actualidad, milita con sus equipos de fútbol en la Asociación Osmán Pérez Freire.

## Historia

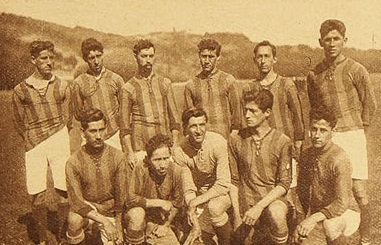
Equipo de Arturo Prat campeón de la Copa Sporting 1924.

El Arturo Prat fue fundado en el Cerro Alegre de Valparaíso por un grupo de estudiantes del Liceo Arturo Prat. El nuevo club se inscribió en la Liga Miraflores, en donde se coronó campeón en 1916. En 1919 ingresó a la Liga Esmeralda en donde también consiguió el título.
En 1920 se trasladó a la Liga Valparaíso, donde militó en la división intermedia hasta 1923. En 1924 ingresó a la primera división y consiguió la Copa Sporting al derrotar a La Cruz en la final.
El principal mérito de esta institución porteña fue el haber sido el primer club chileno en realizar una gira al exterior. En octubre de 1926, Arturo Prat FBC disputó compromisos en Ecuador ante el seleccionado de la Federación Deportiva del Guayas y  además de medir fuerzas con los equipos Sporting Packard de Guayaquil y Gladiador de Quito.
En la década de 1980, se afilió a la Asociación Osmán Pérez Freire. De sus filas surgió el jugador de Santiago Wanderers, Roberto Luco.

## Palmarés
- Copa Sporting de la Liga Valparaíso: 1924.[1]
- Liga Esmeralda: 1919.[1]
- Liga Miraflores: 1916.[1]